# Big Cheese
Big Cheese je skladba americké grungeové skupiny Nirvana. Píseň tvořila B-stranu singlu „Love Buzz“, což je vůbec první nahrávka, kterou kapela oficiálně vydala. Singl vyšel u vydavatelství Sub Pop v roce 1988.
Píseň se dále objevila i na albu Bleach, které následovalo rok po vydání „Love Buzz“. Jako drtivou většinu všech písní Nirvany, i skladbu Big Cheese napsal Kurt Cobain.